# Тарасов, Олег Вячеславович
Оле́г Вячесла́вович Тара́сов (род. 2 ноября 1985 года, Нижнекамск, Татарская АССР, РСФСР, СССР) — российский хоккеист, игравший в клубах высшего дивизиона Казахстана и Украины. Ныне тренер ДЮСШ «Ак Барс».

## Биография
Олег Тарасов родился 2 ноября 1985 года в Нижнекамске. В 1990-м году стал заниматься в хоккейной школе нижнекамского «Нефтехимика». Первым тренером стал Вильданов Ленар Расимович. По окончании спортивной школы стал игроком «дубля» клуба и дебютировал в сезоне 2001/2002 в первой лиге. До 2009 года представлял клубы высшей и первой российских лиг из Серова, Набережных Челнов, Екатеринбурга, Кирово-Чепецка, Волжска и Альметьевска.
В 2009 году уехал в Казахстан, где представлял в национальном чемпионате клубы «Казахмыс» Сатпаев, «Арыстан» Темиртау и «Арлан» из Кокшетау.
В сезоне 2010/2011 был заявлен в уссурийский клуб «Приморье», однако в матчах участия не принимал. В 2011—2013 годах вновь вернулся в «Ижсталь», ставшую одним из основателей Высшей хоккейной лиги. В дальнейшем представлял, как правило, клубы этой лиги: «Рязань» (2013/2014), усть-каменогорское «Казцинк-Торпедо» (2014/2015) и дмитровскую «Звезду-ВДВ» (2015, снялась с чемпионата после первого круга).
После прекращения выступлений дмитровского клуба 30 октября 2015 года был заявлен в казахстанский чемпионат в составе павлодарского «Иртыша», дошедшего в сезоне 2015/2016 до полуфинала стадии плей-офф. В следующем сезоне представлял клуб ВХЛ-Б «Челны» из Набережных Челнов.
После создания в 2011 году на Украине Профессиональной хоккейной лиги в первом сезоне вошёл в состав одного из её клубов-учредителей — «Харьковских Акул», а затем завершил карьеру.

## Статистика
| Легенда | Легенда                    | Легенда | Легенда                   | Легенда | Легенда    |
| ------- | -------------------------- | ------- | ------------------------- | ------- | ---------- |
| И       | Количество проведённых игр | Штр     | Штрафное время            | +/−     | Плюс-минус |
| Г       | Голы                       | П       | Голевые передачи          | О       | Очки       |
| -       | Статистика неизвестна      | —       | Статистика не учитывалась |         |            |

### Клубная карьера
По данным eliteprospects.com